# Dyspteris subvariata
Dyspteris subvariata är en fjärilsart som beskrevs av Paul Dognin 1923. Dyspteris subvariata ingår i släktet Dyspteris och familjen mätare. Inga underarter finns listade i Catalogue of Life.